# Shakespeares tragedier
Shakespeares tragedier är en av tre genrer som William Shakespeares dramer indelas i, i "den första folion" (1623); de övriga är komedier och krönikespel. När de första tragedierna av Shakespeare sattes upp i Sverige i slutet av 1700-talet, benämndes de "sorgespel". På senare tid särskiljs ofta från de traditionella tre en fjärde genre, sagospelen. 
Intrigen i Shakespeares tragedier följer mönstret att en beundrad person faller ner i sin ondskas avgrund och dör tillsammans med andra rollfigurer som följt personen ner i fallet. Karaktärerna är dock mycket komplexa, och fjärran från de statiska och stereotypa karaktärerna som var vanliga i medeltidens moralitetspel. Han synes även ha varit påverkad av den genre som skapades av Thomas Kyd, hämnddramat. 
Tragedierna tillkom under Shakespeares tidiga karriär, efter tillkomsten av Sonetterna. Titus Andronicus torde vara äldst, följt av Romeo och Julia. 
"De stora tragedierna" är en inofficiell, med spridd benämning, på Hamlet, Othello, Kung Lear och Macbeth, men även Antonius och Cleopatra anses allmänt vara en av hans bästa tragedier med hänvisning till skildringen av Cleopatras fall; den rollen betraktas som en av de mer svårspelade. Till tragedierna räknas även de romerska dramerna: hit hör förutom den nämnda Antonius och Cleopatra även Julius Caesar och Coriolanus. De två senare sätts sällan upp. Titus Andronicus, även den sällan spelad, har förvisso en romersk miljö men räknas inte in bland de romerska dramerna. Detta eftersom berättelsen anses vara tidlös, egentligen utan behov av någon historisk kontext.
Timon av Aten och Troilus och Cressida anses också oftast vara tragedier, även om man även har velat placera dem bland Shakespeares så kallade problempjäser (eller problemkomedier, eller mörka komedier).
Stoffet till tragedierna kommer huvudsakligen från Arthur Brooke, Saxo Grammaticus, Geoffrey of Monmouth, Raphael Holinshed, Edmund Spenser, Plutarkos och Chaucer. Han handskas emellertid mycket fritt med sitt stoff, i synnerhet det historiska materialet, och tillför som regel något övernaturligt element.